# Биркен, Зигмунд фон
Зи́гмунд фон Би́ркен (нем. Sigmund von Birken, также нем. Sigismund von Birken, урожд. Зигмунд Бету́лиус (нем. Sigmund Betulius); 25 апреля 1626, Вильдштейн —12 июня 1681, Нюрнберг) — немецкий поэт.

## Биография
Бетулиус родился 25 апреля 1626 года в богемском городке Вильдштейне на Эгере, где его отец Даниэль Бетулиус служил священником. Он получил гимназическое образование в Нюрнберге, затем изучал право и богословие в Йенском университете, по окончании учёбы возвратился в Нюрнберг. Г. Ф. Харсдёрффер и И. Клай сильно повлияли на его поэтические стремления и в 1645 году добились принятия его под именем Флоридана в члены литературного общества «Пегницкий цветочный орден», который существует и поныне.
По заключении Вестфальского мира 1648 года герцог Оттавио Пикколомини поручил Бетулиусу руководить празднествами в Нюрнберге в честь наступившей мирной эпохи, и поэт сочинил для этого драму «Deutscher Kriegs Ab- und Friedens Einzug» (Нюрнберг, 1650). Возведенный в награду за неё в 1655 году императором Фердинандом III в дворянство, он перевёл своё латинизированное имя на немецкий язык и стал называться «фон Биркен». Зигмунд фон Биркен участвовал в издании выдающегося труда Иоахима фон Зандрарта «Немецкая Академия зодчества, ваяния и живописи» (Teutsche Academie der Edlen Bau-, Bild- und Mahlerey-Künste, 1675—1679). После смерти Георга Филиппа Харсдёрффера «Пегницкий цветочный орден» выбрал новым председателем в 1662 году Зигмунда фон Биркена. Зигмунд фон Биркен скончался 12 июня 1681 года в городе Нюрнберге.
В конце XIX — начале XX века на страницах «Энциклопедического словаря Брокгауза и Ефрона» были написаны следующие слова об этом поэте:

В своих лирических и других стихотворениях Б. ещё больше высокопарен, чем другие «пегницские пастушки». Его драматические произведения представляют аллегории, хотя и обнаруживающие в нём некоторый драматический талант, но, подобно его лирическим стихотворениям духовного и светского содержания, полны приторно-сладкой идилличности и искусственных словообразований… его драма «Margenis oder das vergn ügte, bekriegte und wieder befreite Deutschland» (Нюрнберг, 1679 г., ставилась на сцене в 1651 г.) и оперы «Psyche» и «Sophia» (Байрейт, 1662) представляют утомительные аллегории. Его «Spiegel der Ehren des Erzhauses Oesterreich» (3 т., Нюренб., 1668), предпринятая по поручению императора Леопольда I переработка прежнего того же названия сочинения Ф. И. Фуггера, принадлежат, несмотря на урезки, к которым его обязал Венский двор (не помещено все неприятное папе, духовенству и другим государям), к лучшим немецким историческим сочинениям XVII в.; «Guelfis, oder Niedersächsischer Lorbeerhain» (Нюренб., 1669) представляет собой риторическое славословие Брауншвейгского дома. Теоретические взгляды на поэзию и риторику изложены в его «Teutsche Redebind— und Dichtkunst» (Нюренб., 1679), сочинении, заслуживающем некоторого внимания, по крайней мере по отношению к языку.